# 滝道駅
滝道駅（たきみちえき）は、かつて兵庫県神戸市にあった阪神電気鉄道本線の駅である。「神戸駅」とも通称された。本項では神戸駅に隣接して設けられた神戸電気鉄道（→神戸市電）滝道停留場についても記述する。

## 概要
阪神本線は1905年、出入橋 - 雲井通間で営業を開始した。その後大阪側では梅田への延伸を翌年に実施するが、神戸側でもさらなる乗客増を目指して延伸を図ることとなり、京町、海岸通、メリケン波止場、元町を経て三宮町に戻る循環線の建設を申請した。申請は神戸電気鉄道（後の神戸市電）をはじめ市内への参入を企図する複数の事業者と競合することとなり、結局阪神は雲井通から改めた三宮から南へ200m、現在の国際会館がある場所へ線路を延伸し、神戸電気鉄道の滝道停留場と接続を図る事になった。1910年2月には神戸電気鉄道と線路連絡設備契約を結び、翌年の1911年には共同で用地の買収を開始、それを受けて路線の延長の工事も着手された。こうして阪神は翌1912年に滝道への延伸を果たした。駅は3面2線の櫛形ホームで開業し、別称として当初は加納町駅と呼ばれていたが、後には神戸駅とよばれるようになった。なお正式名称の滝道駅は、現在のフラワーロードが、名勝布引の滝の方向へまっすぐ伸びている道であることにより「滝道」と呼ばれていたことに由来する。
神戸電気鉄道の滝道停留場は阪神に先駆けて1910年4月5日に開業。後の神戸市電阪神三宮停留場より若干南にあった。その後1912年12月28日には滝道より北へ熊内一丁目へ路線を延伸し（布引線、後の神戸市電栄町線）、その際阪神電車のホームに隣接して停留場を開設したため、駅は3面3線となった。

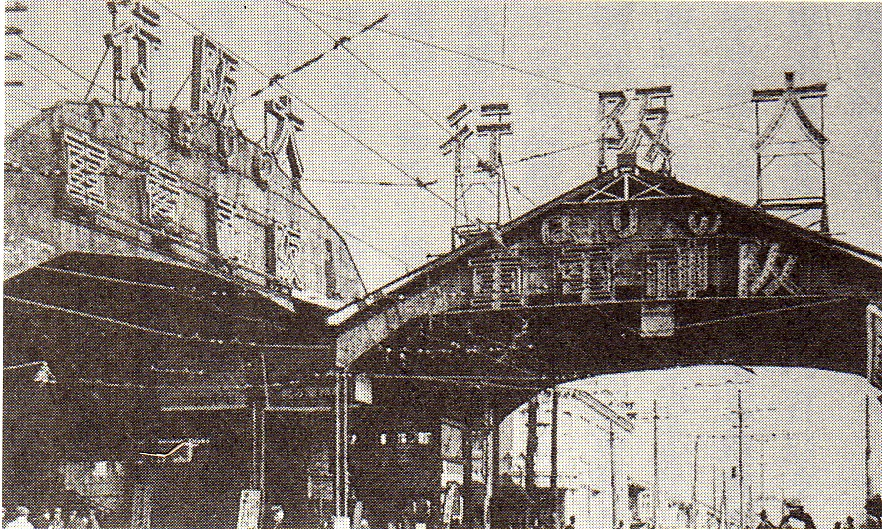
阪神電鉄と神戸電気の滝道駅

大正中期になると、阪神本線のみならず、神戸電気滝道停留場にも鉄骨屋根がかけられた。これにより雨天時でも、市電と阪神電車の間を傘なしで乗り継げるようになった。また電飾も施され、夜には「大阪行 のりば　阪神電車」の表示が輝いた。
1933年、当時市内を通過する鉄道は地下化するという方針を取っていた神戸市の要求を受け入れる形で、阪神は国道の拡幅に際して岩屋以西に残っていた本線の併用軌道を地下化で解消することになった。それに伴い同線の神戸側ターミナル駅は地下に設けられた2代目の神戸駅（現在の神戸三宮駅）へ移行することになり、この滝道駅は使命を終えた。
滝道停留場は阪神の駅廃止後も存続し、神戸電気が神戸市に買収されると神戸市電の停留場となった。1933年1月1日には当停留場から税関前まで臨港線（のちの税関線）が開業、滝道停留場からは四方向に線路が延びることになった。しかし、阪神電車との連絡を果たさなくなったことに加えて、市電東部国道線が開通し、滝道駅を起点とし東部国道線に平行している市電磯上線が休止されたことで存在意義が薄れ、磯上線の正式廃止と前後して停留場としては廃止となっている。

## 歴史
- 1910年（明治43年）4月5日：神戸電気鉄道が開業。同時に滝道停留場が設置される[3]。
- 1912年（大正元年）
  - 11月1日：阪神電車の三宮 - 神戸間延伸により滝道（神戸）駅開設[4]。
  - 12月28日 神戸電気鉄道布引線（滝道 - 熊内一丁目）が開業[5]。同時に神戸駅（滝道停留場）が3面3線に拡大される。
- 1913年（大正2年）5月1日 ：神戸電気鉄道が神戸電気に改称される[6]。
- 1917年（大正6年）8月1日：神戸電気が神戸市に買収され、滝道停留場は神戸市電の停留場となる[6]。
- 1933年（昭和8年）
  - 1月1日：市電臨港線（滝道 - 税関前）開通[5]。
  - 6月17日：神戸市内の併用軌道解消に伴い阪神電車の滝道（神戸）駅廃止[4]。
- 1935年（昭和10年）
  - 1月1日：市電東部国道線が開業[5]、同時に市電磯上線が休止[3]。
  - 7月2日：滝道停留場の廃止（分岐点への格下げ）認可[3]。
  - 7月13日：市電磯上線が正式廃止[3]。

## 隣の駅
阪神電気鉄道
本線
三宮駅 - 滝道駅